# 基地系列
基地系列（英語：The Foundation Series）是一部經典科幻小說系列，創作時間橫跨美國作家以撒·艾西莫夫49個寫作年頭，一共10冊（包括別人續寫3冊），彼此間劇情獨立，卻又緊密關聯。「基地系列」通常也將處在同一架空宇宙的「機器人系列」和「銀河帝國系列」包括進來，總計起來整個「大基地系列」作品共有14冊長篇，和數不清的短篇小說，另外6冊由其他作家在他死後續寫。「基地系列」備受讚譽，1966年得過雨果獎「史上最佳科幻小說系列」。
《基地》原本是一系列8篇的短篇小說，在1942年5月到1950年1月期間發表於《驚奇雜誌》。艾西莫夫在自傳中表示，《基地》是在他拜訪編輯約翰·坎貝爾的路上，天馬行空聯想自的《羅馬帝國衰亡史》，之後與坎貝爾兩相討論下，整體概念遂而成形。
「基地系列」第一部《基地》包含4篇短篇小說，劇情各自獨立，單行本發行於1951年。其它4篇中篇小說兩兩相對，分別收錄在《基地與帝國》和《第二基地》，成為名聞遐邇的「基地三部曲」。1981年，「基地三部曲」早已是世所公認最重要的現代科幻作品，艾西莫夫終於被出版商說服續寫「基地系列」第四部《基地邊緣》。接下來他又寫了一部續集《基地與地球》，5年後發表兩部前傳《基地前奏》和《基地締造者》，在這幾年中，艾西莫夫將「基地系列」與其它系列相結合，將所有系列作品同置於一個「基地宇宙」架構下。
艾西莫夫和坎貝爾聯手為「基地系列」打造出一門全新的統計科學，稱之為“心理史學”，這門學問由書中数學家哈里·謝頓窮盡畢生之力創建，根據大規模的人類活動數據，預測未來走向，規模一旦小於一顆星球或是一座帝國，結果就會失準。謝頓運用此一科學，預見銀河帝國的殞落，整片銀河將因此進入長達三萬年的黑暗時期，直到第二帝國建立。
於是謝頓建立兩座基地，藉以縮減蠻荒時期，一座遠在邊陲，是藝術與科學的避風港，相對的另一座則在“群星的盡頭”。「基地三部曲」的主要焦點就在端點星上的基地。端點星上的學者為了搶在衰退期之前，保存人類物理科學的知識，努力編輯著一部全方位的《银河百科全书》，對謝頓真正的意圖毫不知情（如果他們知道，就會產生無法控制的變數）。基地的位置也是刻意選定的，千年後就是第二帝國的首都（並非三萬年後的那個帝國）。

## 基地三部曲
「基地三部曲」由9篇中短篇小說組成，集結成3冊單行本，分別是：《基地》《基地與帝國》《第二基地》。早期的這些短篇小說，啟發自愛德華·吉朋的《羅馬帝國衰亡史》（艾西莫夫曾用「小小抄襲了愛德華·吉朋」來形容「基地三部曲」所受的影響）。
從許多方面來看，「基地系列」在科幻小說中都具有獨一無二的地位。小說的焦點在於討論文明力量的興衰起落，引為借鏡。雖然不少科幻小說都有相似的意圖，像《一九八四》或《華氏451度》，都很典型的講述流行趨勢如何在社會上結實纍果，再把自己打扮成摩登世界的道德寓言。「基地系列」則擴大觀察範圍，不再把重點放在社會變成什麼樣子，更關心的是社會怎麼改變，要如何適應。此外「心理史學」賦予劇情一個合理化的宿命觀，用以道德教化，在劇情裡的突發事件皆避無可避，是建構堂皇大道的必然要素，而非失誤偏差。比方說，在「騾」現身前的基地已經緩緩步入寡頭政治與獨裁統治的境地，但是小說把這些都當作「謝頓計劃」必不可缺的一環，沒有在對錯之間大作文章。
小說也斟酌討論到個人主義，「謝頓計劃」代表的是一股無可憾動的社會作用，由遍佈銀河的人類，數以兆億的心智所帶動，任何力量都莫與之爭，然而計劃本身卻仰賴深謀遠慮的個體（像是塞佛·哈定和侯伯·馬洛）因時制宜，領導大局。「騾」也是單一個體，具有超凡能力，預料之外的顛覆了基地，差點毀了「謝頓計劃」，第二基地設局佈陣，彌補「騾亂」，倚靠的還是個體。哈里·謝頓希望自己的計劃能「將三萬年的黑暗洪荒時期，縮短為一千年」，奠基於群體趨勢的心理史學，無法準確預測個體的影響力，所以第二基地的真正作用其實是修補這道瑕疵。

## 基地後傳
「基地後傳」由2篇長篇小說組成，分別是：《基地邊緣》、《基地與地球》

艾西莫夫沒有在《第二基地》成功為「基地系列」標下句點，第二帝國的建立是一則千年預言，小說僅用掉幾百年，「基地三部曲」完全沒有結束的跡象，所以出版社在幾十年後就向他施壓編寫續集。
三十年後的1982年，艾西莫夫終於讓步，動筆寫「基地系列」的第四部《基地邊緣》，之後就欲罷不能，在很短的時間內又出版《基地與地球》，把所有零星末節統統繫於一身，在最後的十幾頁裡，開創出一番全新視野。結果不少（期待大結局的）書迷都認為這種結局相當失敗。艾西莫夫的遺孀珍妮特·艾西莫夫表示，他對於《基地與地球》之後該怎麼辦毫無頭緒，於是就動筆改寫前傳。
系列大融合
「基地系列」設定在艾西莫夫第一部長篇小說的架空宇宙一萬年後。是「銀河帝國系列」的基礎，有一天（動筆寫《基地邊緣》之前），艾西莫夫決定要將「基地／銀河帝國」與「機器人」合而為一，將三大系列置於同一宇宙，成為一個厚達14冊，總共150萬字的「大基地系列」，整個系列跨越的時間約有兩萬年之久。

## 基地前傳
「基地前傳」由1篇長篇小說和4篇短篇小說組成，分別是：《基地前奏》、《基地締造者》

「基地前傳」在「基地系列」中，故事年代最早，寫作順序卻是最晚，故事描述哈里·謝頓的一生，與發展心理史學的過程。「基地前傳」第一部《基地前奏》，開始於正在構築心理史學的年輕謝頓，結局已是一年後，第二部《基地締造者》接續第一部，十年一章，講述謝頓失去所愛，帝國分崩離析，一切不幸的背後，如何孕育心理史學的成功，故事結尾謝頓也完成了「穹窿」的全像錄影。《基地締造者》也是艾西莫夫死前完成的最後一部「基地系列」作品。

## 其他作家續寫
從基地到第二帝國，長達千年，艾西莫夫的作品卻僅涵蓋五百年，艾氏辭世後，在遺孀珍妮特的要求下，傑格瑞·班福德同意為「基地系列」代寫續章，擴充枝葉。班福德與葛瑞格·貝爾、大衛·布林一起執筆，合作譜寫三部曲，故事背景介於兩部前傳之間，後來被共稱「第二基地三部曲」，許多熱切期待第二部三部曲能填補缺口的書迷，後來都相當失望。
在艾西莫夫去世前的1992年，認可了羅傑·麥克布萊·艾倫的「卡利班三部曲」（Caliban Trilogy）。「卡利班三部曲」故事設定在《機器人與帝國》和「銀河帝國三部曲」之間，描述地球化的外世界行星，面臨生態危機，迫使外世界人放棄許多長期文化。艾倫的作品仿照艾西莫夫對於「機器人學三大法則」的不確定性，強調極端的機器人文化將削弱人類的主動權。
再次造訪基地宇宙的是《基地之友》，一冊由今日許多傑出科幻作家合寫的短篇集。歐森·史考特·卡德的〈The Originist〉描述謝頓死後不久，第二基地建立的故事。哈利·托特達夫的〈Trantor Falls〉講述第二基地在川陀遭劫期間，力圖生存的故事。喬治·茲包斯基的〈Foundation's Conscience〉則是一位歷史學者證明了謝頓計劃造成第二銀河帝國建立。
最近獲得授權的的作品，是另一部機器人推理三部曲，作者是馬克·泰德曼，這些小說的時空背景設計在《機器人與帝國》前幾年，分別是《Mirage》、《Chimera》和《Aurora》。還有另一部機器人推理作品，是亞歷山大·艾爾文的《Have Robot, Will Travel》，設定在泰德曼三部曲的五年後。
還有一些不同作者撰寫的作品（「艾西莫夫機器人城系列」、「艾西莫夫機器人與外星人系列」和「艾西莫夫時間機器人系列」），與「機器人系列」略有關聯，但是與艾西莫夫的作品有不少相互矛盾之處，一般來說不被視為「大基地系列」的一環。

## 閱讀次序和評價
01基地
02基地与帝国
03第二基地
04基地前奏
05迈向基地
06基地边缘
07基地与地球

## 改編

### 廣播劇
由英國廣播公司音效工作室推出的廣播劇《基地三部曲》於1973年首播，後於1977年和2002年重播，時長達八小時。

### 電影
1998年，新線影業投入了150萬美元來開發《基地三部曲》的改編電影。但後來該公司又簽約了《魔戒電影三部曲》而放棄了前者。2008年7月29日，據報導，新線的聯合創始人鮑勃·夏爾和麥可·林恩已和華納兄弟公司簽約，將與他們創立的Unique Pictures來製作該三部曲。但哥倫比亞影業（索尼）於2009年1月15日成功競標到《基地》的電影改編權，並打算讓羅蘭·艾默瑞奇來執導和監製。麥可·維默（Michael Wimer）被任命為聯合製片人。兩年後，片商聘請丹特·哈伯來改編這幾本書。該項目最終流產，直到HBO於2014年獲得了其版權。

### 電視劇
2014年11月，TheWrap報導，強納森·諾蘭被HBO指派擔任《基地三部曲》改編電視劇的主創和製片人。諾蘭於2015年4月13日在參加佩利中心的活動時證實了此事。2017年6月，Deadline報導，天空之舞傳媒公司將製作其改編電視劇。2018年4月10日，據報導，蘋果公司已獲得該作版權並開始計劃推出改編電視劇，由大衛·S·高耶與喬許·費德曼擔任節目統籌。

## 外部連結
- 艾西莫夫官方網頁 （页面存档备份，存于）